# Мартерере, Агита
Агита Мартерере (латыш. Agita Marterere; род. 10 сентября 1967) — латвийская и голландская шашистка. Серебряный призёр чемпионата Нидерландов по международным шашкам среди женщин (2011). Участница Всемирных интеллектуальных Игр (31-е место в турнире женщин, 115-е место в открытом турнире по рапиду2008), чемпионата Европы по международным шашкам среди женщин (2008 — 28 место среди 43).
Училась в рижской школе № 77. Окончила Латвийский университет и Латвийскую академию спортивной педагогики. С 1978 года выступала за Шашечный клуб Латвии. Ныне выступает за клуб «Van Stigt Thans Schiedam».
Проживает в городе Схидам. Супруг — международный гроссмейстер, гроссмейстер Голландии Рон Хёсденс (в браке с 2010 года).